# Театр Т
«Театр Т» (прежнее название «Студия Т») — российский московский театр кукол, созданный в 2007 году.

## История театра
«Театр Т» был основан в 2007 году в Москве. Работает с различными театральными и концертными площадками, в числе которых «Филармония – 2», Московский концертный зал «Зарядье», культурный центр «Тверская 15» и другие.

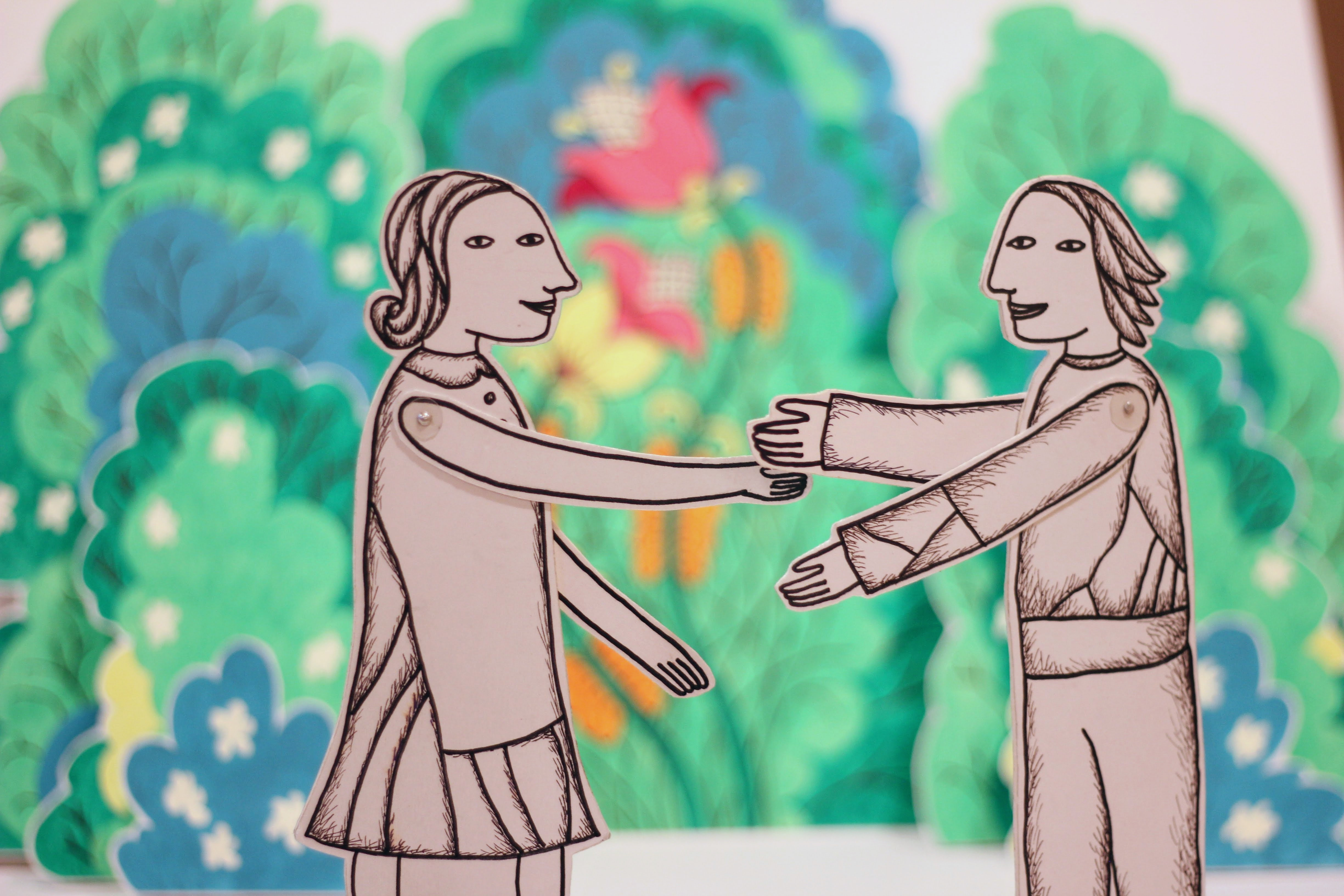
Фрагмент декорации из спектакля "Снежная королева"

Художественный руководитель театра — выпускник ЕГТИ Алексей Шашилов. Продюсер – Екатерина Максимова. 
История театра началась с постановки спектакля «Снежная Королева» по мотивам сказки Г. Х. Андерсена в технике бумажного театра, затем был поставлен спектакль «Руки Рахманинова» по второму концерту С. В. Рахманинова, «фантазия в две руки». В 2011 г. совместно с театром «Практика» был выпущен спектакль «ПризНак оперы», где использовались различные приемы театра теней. На 2023 год в постоянном репертуаре «Театра Т» спектакли в разных техниках: тени, бумажный театр, пластика рук, объекты и др., а также образовательный проект по истории театра "Игровые занятия" (Античный и Шекспировский театр). Ведутся переговоры с режиссерами по постановке других вех в истории мирового театра. В 2023 году «Театр Т» приглашен провести серию перфоманса "Руки Рахманинова" на праздновании юбилея С.В. Рахманинова в зале «Зарядье».
Театр гастролирует по России и за рубежом, принимал участие в театральных фестивалях, в том числе в программе «in» Всемирного фестиваля театров марионеток» в городе Шарлевиль-Мезьер, в фестивалях «Большая перемена» и «Золотая маска» (программа Бэби Лаб).

## Спектакли

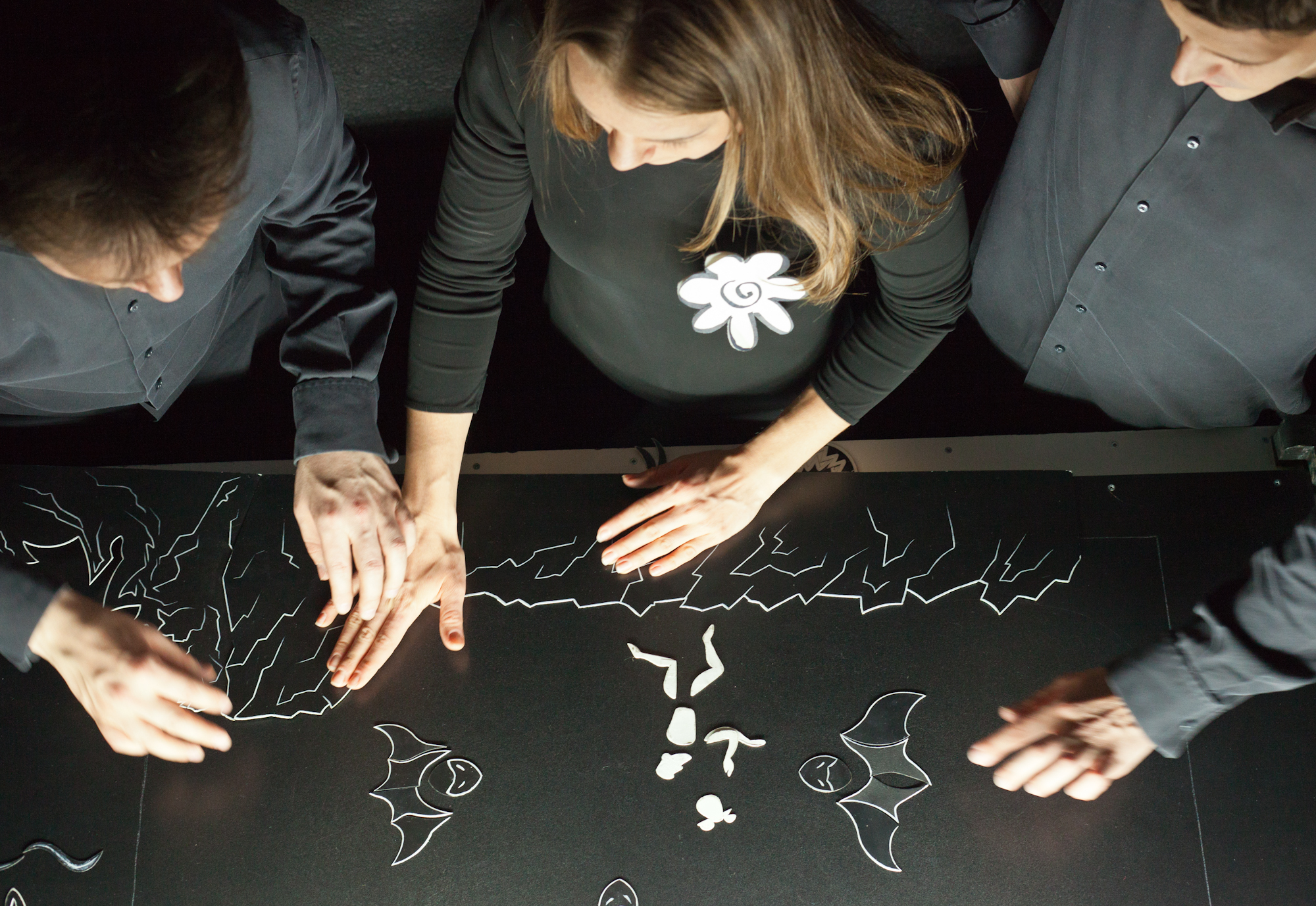
Орфей и Эвридика. Фрагмент спектакля "Признак оперы"

Спектакли «Театра Т» созданы в жанре авторского театра, когда в основе лежит не готовая драматургия, а идея, которая задаёт условия и особенности построения спектакля. Практически во всех спектаклях «Театра Т» зрители (как дети, так и взрослые) активно вовлечены в действие.
- «Тайны эльфов». Актеры перевоплощаются в профессоров истории и фольклора и на примере найденных английским ученым Джеймсом Ирвином эльфийских арт-объектов открывают зрителям тайны истории и жизненного уклада эльфийского народа.[9] Критики относят спектакль к жанру мокьюментари, в котором «опытные исследователи реставрируют реальность»[10]
- «Сновидения». Спектакль-коллекция детских снов, созданный по мотивам историй, которые дети увидели во сне
- «Эльфийские сказки». Истории из жизни эльфов, показанные при помощи миниатюрных декораций, и мастер-класс
- «Снежная королева». Бумажный спектакль, в котором от лица выросшего Кая рассказывается о путешествии Герды[8]

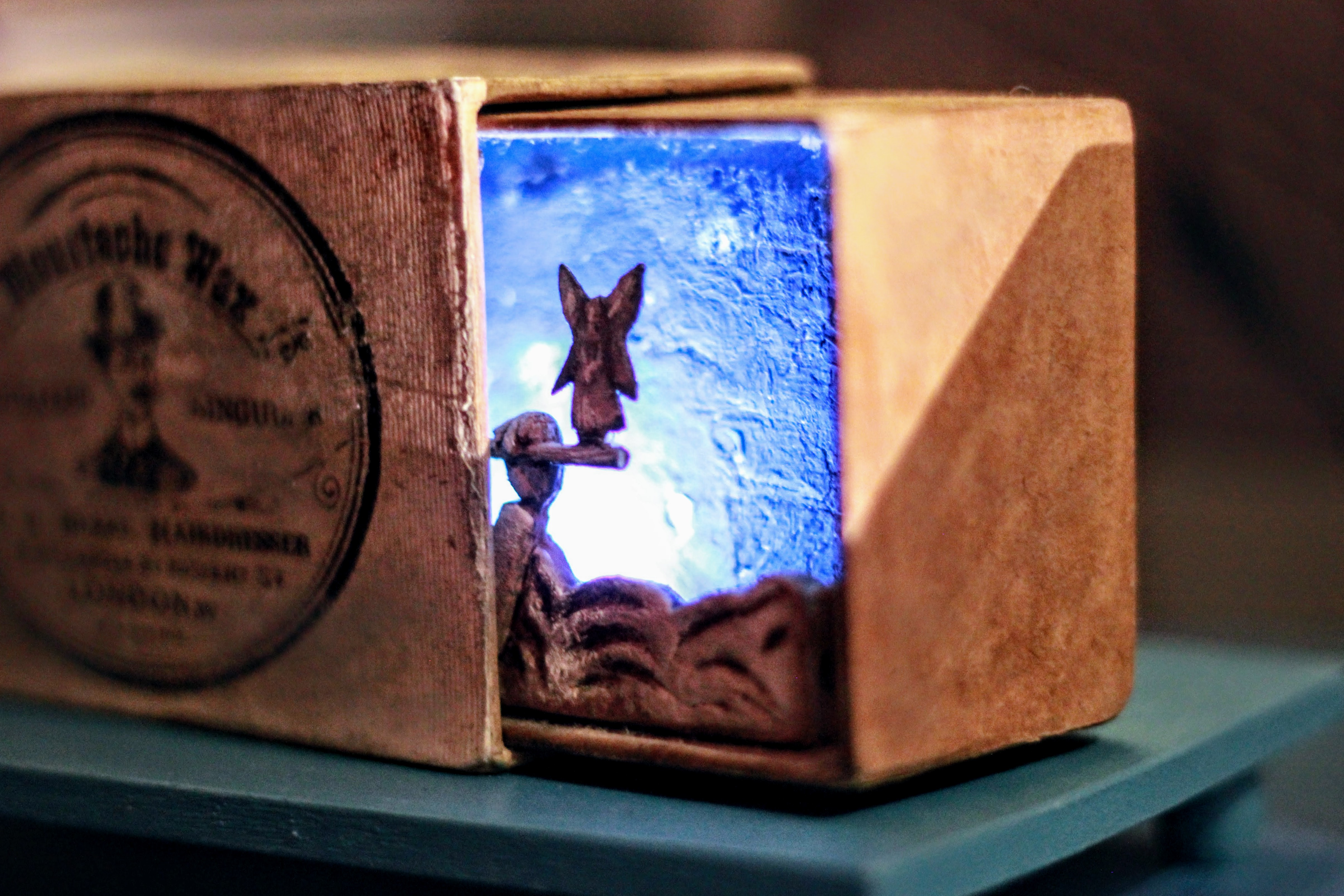
Декорация к спектаклю "Тайны эльфов"

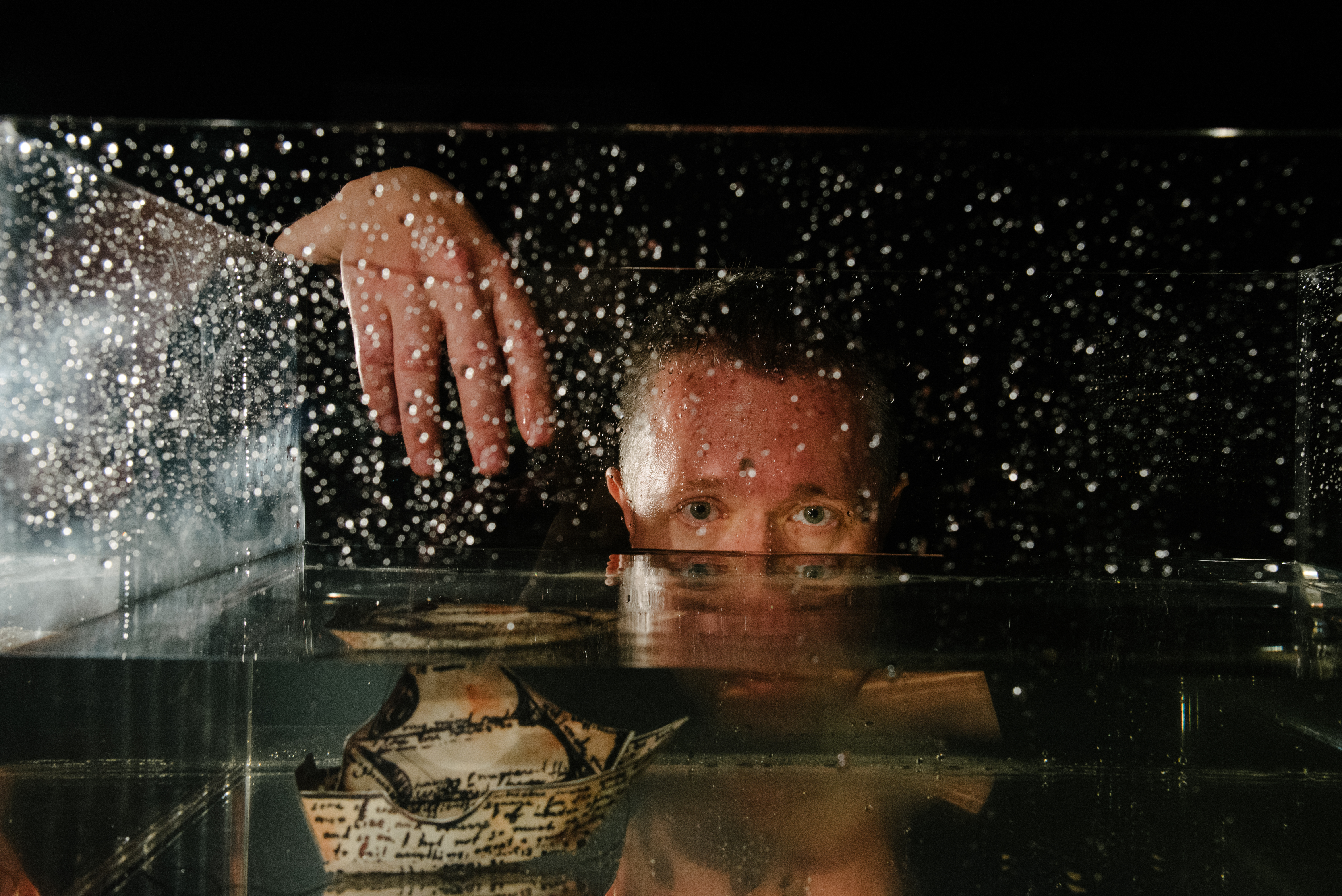
Робинзон из спектакля "Дневник Робинзона" театра Т. На фото Алексей Шашилов

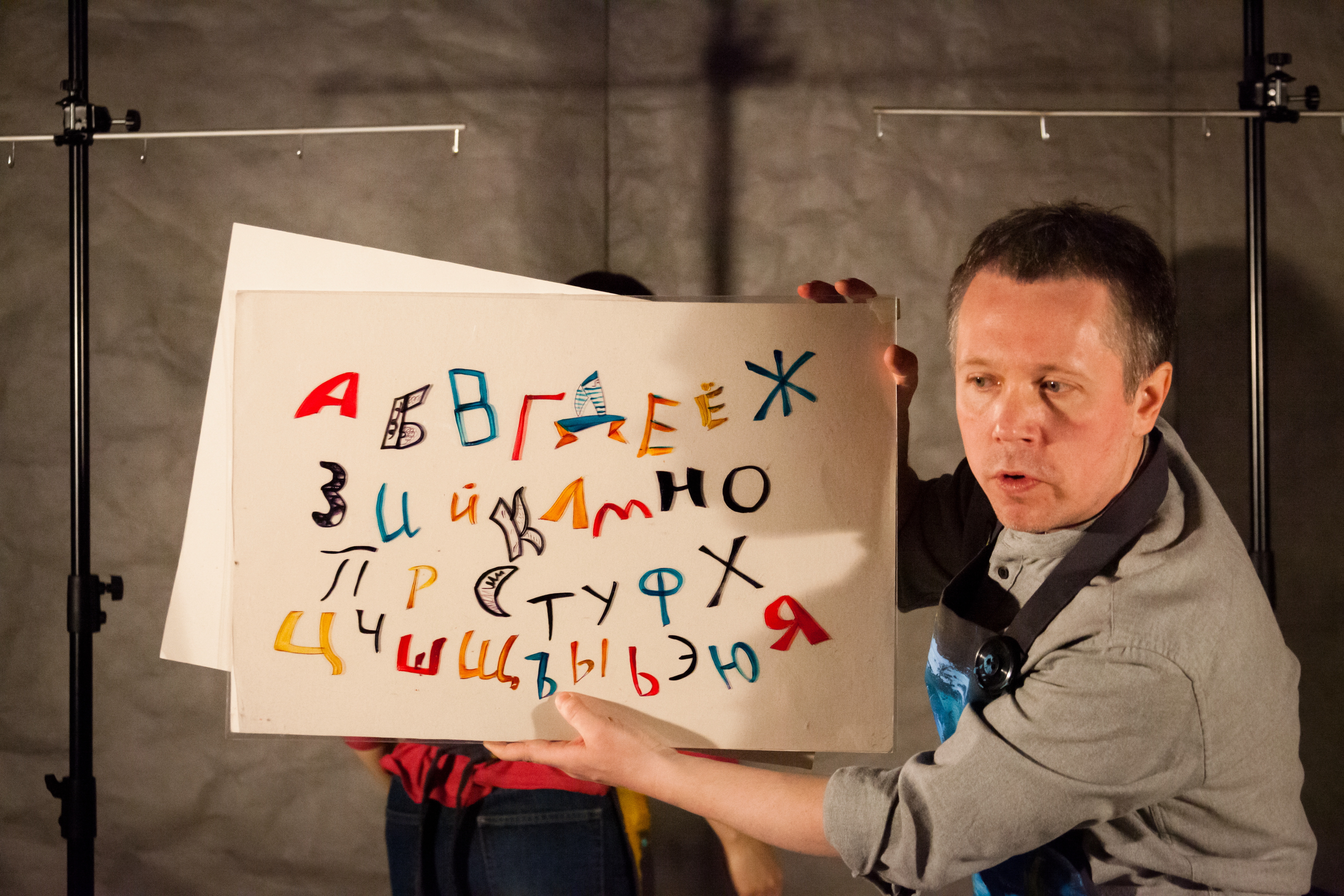
Спектакль "Азбука" театр Т. На фото Алексей Шашилов

- «Руки Рахманинова». Спектакль-перфоманс о том, как композитор Сергей Васильевич Рахманинов сочинял свой второй концерт[11][12]
- «ПризНак оперы». Театр теней. Представляются пять известных опер русских и зарубежных композиторов[2]
- «Азбука». Истории, рассказанные буквами. В спектакле используются стихи поэтов Серебряного века: Даниила Хармса, Саши Черного, Марины Цветаевой
- «Дневник Робинзона». Моноспектакль по роману Даниэля Дефо "Робинзон Крузо". Зрителя приглашают на встречу "Клуба путешественников", на которой будет представлен подлинный дневник Робинзона Крузо[12]

## Фестивали и гастроли
| Дата | Название фестиваля                                                         | Место проведения                                     | Спектакль                         | Примечания                                                                                        |
| ---- | -------------------------------------------------------------------------- | ---------------------------------------------------- | --------------------------------- | ------------------------------------------------------------------------------------------------- |
| 2021 | Фестиваль «Ярмарка МТК»                                                    | Москва                                               | «Признак оперы»                   | Участник основной программы                                                                       |
| 2020 | Фестиваль «Маршак»                                                         | Воронеж                                              | «Эльфийские сказки»               | Участник основной программы                                                                       |
| 2020 | Гастроли                                                                   | Брюссель, Бельгия                                    | «Снежная Королева»                | -                                                                                                 |
| 2019 | Гастроли                                                                   | Тарту, Эстония                                       | «Сновидения»                      | -                                                                                                 |
| 2019 | Фестиваль “Shadowfest” в театре Теней                                      | Москва                                               | «ПризНак оперы»                   | Участник основной программы                                                                       |
| 2019 | Гастроли                                                                   | Париж, Франция. Амстердам; Гаага; Ляйден, Нидерланды | "Снежная королева"                | -                                                                                                 |
| 2018 | Гастроли                                                                   | Барселона, Испания                                   | «Сновидения» и «Снежная Королева» | -                                                                                                 |
| 2017 | Фестиваль в г. Мурмелон                                                    | Мурмелон, Франция                                    | «Снежная Королева»                | Участник фестиваля                                                                                |
| 2015 | Фестиваль «Золотая маска»                                                  | Москва                                               | «Сновидения»                      | Участие в программе "Театр: бэби версия"                                                          |
| 2015 | Международный фестиваль театров кукол "На островах чудес"                  | Южно-Сахалинск                                       | «ПризНак оперы», «Сказки Эльфов»  | Открытие фестиваля спектаклем "ПризНак оперы" и участие в специальной программе («Сказки Эльфов») |
| 2013 | Всемирный фестиваль театров марионеток»                                    | Шарлевиль-Мезьер, Франция                            | «Снежная Королева»                | Участие в программе «in»                                                                          |
| 2013 | Фестиваль «Бумажного театра»                                               | Мехико, Мексика                                      | «Снежная Королева»                | Участник основной программы                                                                       |
| 2012 | Фестиваль «Золотая репка»                                                  | Самара                                               | «ПризНак оперы»                   | Участник основной программы                                                                       |
| 2012 | Фестиваль «Я-мал, привет»                                                  | Новый Уренгой                                        | «ПризНак оперы»                   | Специальный приз критики «За эксперимент в области музыкального театра для детей»                 |
| 2011 | Фестиваль «Большая перемена»                                               | Москва                                               | «ПризНак оперы»                   | Участник основной программы                                                                       |
| 2010 | Фестиваль «Большая перемена»                                               | Пермь                                                | «Снежная королева»                | Участник основной программы                                                                       |
| 2009 | Фестиваль «Бумажного театра»                                               | Шампань, Франция                                     | «Снежная королева»                | Участник основной программы                                                                       |
| 2009 | Международный фестиваль театров кукол                                      | Клайпеда, Литва                                      | «Руки Рахманинова»                | Спектакль был отобран от России и приглашен на фестиваль                                          |
| 2008 | Красноярская ярмарка книжной культуры (КРЯКК) фонда им. Прохорова          | Красноярск                                           | «Сказки Эльфов»                   | Участник основной программы                                                                       |
| 2007 | Фестиваль театров кукол                                                    | Иерусалим, Израиль                                   | «Снежная Королева»                | Участник основной программы                                                                       |
| 2006 | Фестиваль театров кукол «Арбузик»                                          | -                                                    | «Руки Рахманинова»                | Участник основной программы                                                                       |
| 2005 | Национальная премия и фестиваль театрального искусства для детей «Арлекин» | Санкт-Петербург                                      | «Снежная королева»                | Участник основной программы                                                                       |